# Ionenpumpe

Aktiver Transport über Natrium-Kalium-Pumpe (3 Na^{+}/ 2 K^{+}–ATPase)

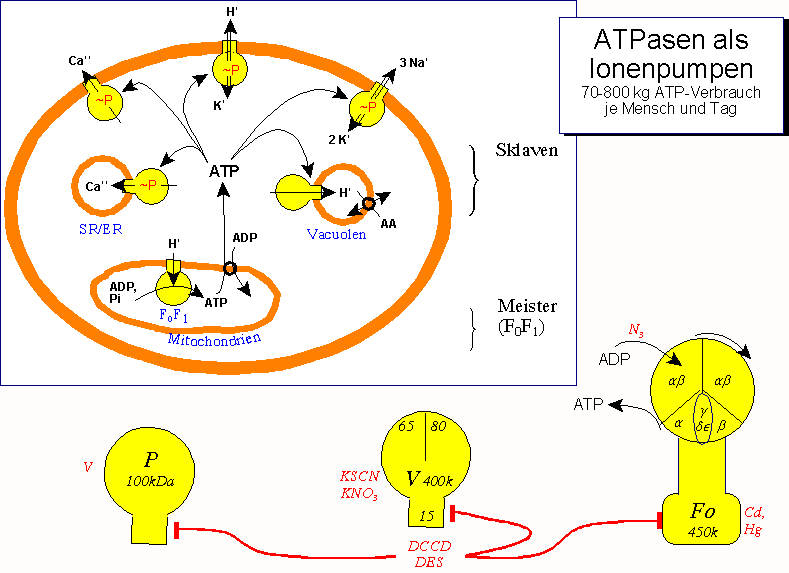
Membranständige ATPasen als Ionenpumpen.
Die ATP-Synthase der Mitochondrien stellt ATP zur Verfügung. Durch die Tätigkeit der anderen ATPasen werden Ionen gegen ihren Gradienten transportiert und ATP verbraucht. ATPasen des "P-", "V-" und "F_{o}F_{1}"-Typs (F-Typs) sind gelb eingezeichnet und die vermittelten Ionen-Transportprozesse sind angegeben. ATPasen des "P-Typs" zeichnen sich durch eine phosphorylierte Zwischenstufe aus, die durch ein rotes Symbol "~P" gekennzeichnet ist. Am unteren Rand sind die drei Grundtypen zusammen mit ihren Inhibitionsmustern dargestellt.
(SR – Sarkoplasmatisches Retikulum; ER – Endoplasmatisches Retikulum; AA – Aminosäure(derivat))

Als Ionenpumpen werden in der Biochemie und Physiologie Transmembran-Transportproteine bezeichnet, die den Transport bestimmter Ionen durch eine biologische Membran regulieren.
Die Lipiddoppelschicht biologischer Membranen ist für geladene Moleküle, also auch für Ionen, undurchlässig. Der aktive Transport über Ionenpumpen ist einer der spezifischen Mechanismen, die einen regulierten Austausch von Ionen durch die Membran gewährleisten bzw. die Konzentrationsunterschiede der Ionen zwischen den beiden Seiten der Membran aufrechterhalten.
Im Gegensatz zu Ionenkanälen wird dabei prinzipiell eine energetisch günstige mit einer energetisch ungünstigeren Reaktion gekoppelt.

## Arten von Ionenpumpen
Grundsätzlich lassen sich nach der energetischen Bilanz des Transportprozesses zwei Arten von Ionenpumpen unterscheiden:
- Zum einen Ionenpumpen eines aktiven Transports, bei denen unter Energieverbrauch (Hydrolyse von ATP zu ADP oder auch mit Lichtenergie) bestimmte Ionen entgegen ihrem jeweiligen elektrochemischen Potential transportiert werden. Ein Beispiel dafür ist die Natrium-Kalium-Ionenpumpe (ATPase), die nicht nur das Ruhepotential in den Nervenzellen herstellt, sondern in fast allen Zellen des menschlichen Körpers das osmotische Gleichgewicht zwischen extra- und intrazellulärem Raum aufrechterhält.

- Zum anderen bezeichnet man als Ionenpumpen auch solche Transmembranproteine mit Enzymaktivität, welche nun Ionen entlang einem Gefälle des elektrochemischen Potentials durchlassen und dabei ADP zu ATP umwandeln und so die Energie des Gradienten ausnutzen. Auf diese Weise wird zum Beispiel bei der ATP-Synthase in den Mitochondrien unter Ausnutzung eines Protonengradienten ATP aus ADP synthetisiert.

## Beispiele
- Natrium-Kalium-Ionenpumpe
- Calciumpumpe des Sarcoplasmatischen und Endoplasmatischen Reticulums (SERCA)
- Protonenpumpen:
  - ATP-Synthase
  - Channelrhodopsine
  - Bacteriorhodopsin